# Calliscelio teleogrylli
Calliscelio teleogrylli är en stekelart som beskrevs av Hill 1983. Calliscelio teleogrylli ingår i släktet Calliscelio och familjen Scelionidae. Inga underarter finns listade.